# Крепость Фенестрелле

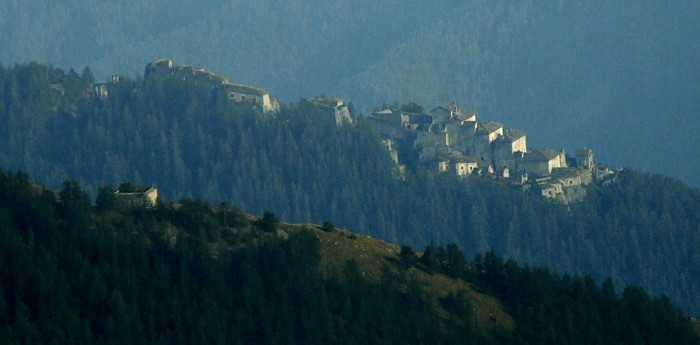
Крепостные сооружения Фенестрелле

Фенестрелле (итал. Fenestrelle) — крупнейшая по площади (1 300 000 м²) крепость Европы, строившаяся с 1728 по 1850 годы на итало-французской границе, в Альпах, близ одноимённого итальянского города.
«Китайская стена Италии» состоит из нескольких фортов разного времени постройки и высотности (от примерно 1300 до примерно 2000 метров над уровнем моря), соединённых трёхкилометровой стеной и лестницей в четыре тысячи ступеней.
Строительство крепости Виктор Амадей II затеял после того, как в 1714 году по Утрехтскому миру французы окончательно уступили ему владение районом Пинероло. Проектные работы курировал Игнацио Роведа Бертола, ранее построивший высокогорную крепость Эксиллес в долине Сузы.
Фенестрельская крепость имела репутацию неприступной, и ни один полководец даже не пытался её осаждать. После захвата Италии Наполеоном здесь содержались политические заключенные, в частности, кардинал Бартоломео Пакка. Позднее крепость использовалась под артиллерийские склады, которые в 1943 году были подорваны местными партизанами.
Некоторые факты:
- перепад высоты между нижним и верхним фортами — 635 м
- площадь 1 300 000 м²
- 3 форта, 7 редутов, 28 укреплённых площадок («ступенек» с позициями пушек и стрелков)
- крытая внутренняя лестница — 3996 ступеней
- «королевская» лестница — 2500 ступеней
- срок строительства — 122 года
- 5 внутренних подъёмных мостов
- 14 соединительных мостов
- 183 осветительных фонаря
- гарнизон — до 2000-3000 человек (со слов экскурсоводов)
- вооружение — 150 пушек и других орудий
- минимальное расчетное время сопротивления осаде — 3 месяца
- с 1807 по 1814 годы в этой крепости содержался Франсуа Пико, который стал прообразом Эдмона Дантеса, графа Монте-Кристо — главного персонажа романа Александра Дюма «Граф Монте-Кристо»[источник не указан 3642 дня]                   и так же сокамерник Франсуа Пико итальянский абат Фария который передал свои сокровища Франсуа Пико также окончил свои дни в крепости Фенестрелле